# Баумейстер Андрій Олегович
Андрій Олегович Баумейстер (нар. 1 лютого 1970, Черкаси, Українська РСР, СРСР) — український філософ, доктор філософських наук, представник публічного повороту у філософії. 
Професор кафедри теоретичної і практичної філософії Київського національного університету імені Тараса Шевченка. Спеціаліст з античної та середньовічної філософії, онтології, метафізики, філософії права та філософської текстології. Перекладач філософських текстів із латини, давньогрецької, німецької та французької українською мовою. 
У 2011 році монографія «Філософія права» була відзначена премією імені М. Л. Злотіної «За кращу філософську монографію останнього десятиріччя» від Інституту філософії імені Г. Сковороди та Українського філософського фонду[джерело?]. У рамках Всеукраїнського рейтингу «Книжка року» монографії «Біля джерел мислення і буття» і «Фома Аквінський: вступ до мислення» були визнанні кращими книгами 2012 року в номінації «Софія»[джерело?]. Є науковим редактором рубрики «Онтологія» в українській версії «Європейського словника філософії» (під керівництвом Барбари Кассен і Костянтина Сігова).

## Життєпис
Народився 1 лютого 1970 у місті Черкаси. Батько — художник Олег Вікторович Баумейстер — помер, коли сину було 13 років. За словами Андрія Баумейстера, він ріс у творчій атмосфері. Пішов навчатися живопису до Києва після смерті батька, до вступних іспитів його готували батькові друзі-художники.
У 1983–1988 роках навчався на відділенні живопису Республіканської художньої середньої школи імені Тараса Шевченка, де у нього вперше виник інтерес до філософії. До 1992 року працював художником-оформлювачем і займався філософською самоосвітою. Вступив на філософський факультет з четвертого разу.
У 1992–1997 роках навчався на філософському факультеті Київського національного університету імені Тараса Шевченка, після чого вступив до аспірантури.
У 1998 році стажувався в Інституті філософії та університеті Людвіга Максіміліана в Мюнхені під керівником професора Ганса Маєра.
У травні 2001 року захистив кандидатську дисертацію на тему «Першопринцип і буття в метафізиці (на матеріалі метафізики томізму)» під керівництвом професора Анатолія Лоя.
З 1998 року викладав метафізику та історію філософії у Київському інституті Фоми Аквінського. З 2001 року — класичну німецьку філософію у Києво-Могилянській академії.
З 2002 року також викладає різні філософські дисципліни у КНУ імені Т. Шевченка, зокрема: практична філософія, філософські категорії, прагматизм у сучасній філософії, філософія права, філософська текстологія.
У 2015 році захистив докторську дисертацію на тему «Буття і благо: онтологічні підстави практичної нормативності».
Є активним членом Спілки дослідників модерної філософії (Паскалівського товариства) і Кантівського товариства в Україні. Брав участь у багатьох міжнародних конференціях, організованих цими науковими товариствами. Активно співпрацює з Центром Європейських гуманітарних досліджень (Києво-Могилянська академія). Є автором численних публікацій з метафізики, практичної філософії та історії філософії у фахових наукових журналах, а також низки монографій і перекладів.
З 2016 року став активно виступати і читати публічні лекції з метою популяризації філософії. Заснував канал на Youtube, де має понад 100 000 підписників, а також філософський блог. Активно співпрацює як лектор із різними київськими приватними і суспільними освітніми проєктами, як-от Культурний проєкт, Otium.academy, Cowo.guru тощо.
2022 року емігрував до Німеччини, звідки продовжував вести Youtube-канал. Певні його висловлювання та оцінки, що були пов'язані з негативним ставленням до т. зв. «культури скасування» «русского мира» в Україні, викликали неоднозначну реакцію в українському інтелектуальному середовищі. 
2024 року відмовився повертатися до України та відновлювати контракт на посаду професора, позиціонуючи себе як «незалежного мислителя»[джерело?].

## Філософські погляди
Сфера наукових інтересів Андрія Баумейстера: метафізика, онтологія, практична філософія, філософія права, філософія платонізму, середньовічна і сучасна схоластика.
Працював також над академічним виданням збірки філософських творів Декарта, перекладами Фоми Аквінського та українською версією Європейського словника філософій.
За філософськими поглядами — неотоміст. Вважає, що криза сучасної філософії і культури взагалі обумовлена відривом від теологічного й онтологічного фундаменту. Незакоріненість сучасної думки в онтології перетворює різноманітні філософські пошуки на інтелектуальну гру, де завданням філософа постає не служіння істині, а невпинне продукування оригінальних і кожен раз нових мисленнєвих конструктів.
Останніми роками працює над темами свідомості, мислення, філософією науки та актуальними підходами до сучасної філософської освіти.
Погоджується з класифікацією себе як ідеаліста, християнського консерватора і теїста. Веде YouTube-канал. 

## Праці

### Книги
- Баумейстер А. Філософія права. — К.: ВПЦ «Київський університет», 2011. — 311 с.
- Баумейстер А. Біля джерел мислення і буття. — К.: Дух і літера, 2012. — 480 с.
- Баумейстер А. Тома Аквінський: вступ до мислення. Бог, буття і пізнання. — К.: Дух і літера, 2012. — 408 с.
- Баумейстер А. Буття і благо. — Вінниця: 2014. — 418 с.
- Баумейстер А. Вступ до філософських студій, або інтелектуальні подорожі до країни Філософії. — Київ: Мала академія наук України, 2017. — 238 с.

### Відеозаписи лекцій
- Лекции по метафизике [Архівовано 7 травня 2019 у Wayback Machine.]
- Лекции по античной философии [Архівовано 7 травня 2019 у Wayback Machine.]
- Лекции по средневековой философии [Архівовано 27 квітня 2019 у Wayback Machine.]
- Истоки философского мышления [Архівовано 7 травня 2019 у Wayback Machine.]
- Метафизика сознания [Архівовано 24 червня 2021 у Wayback Machine.]
- Введение в философию Фомы Аквинского
- Введение в философию
- Как читать философские тексты [Архівовано 26 квітня 2019 у Wayback Machine.]
- Лекції та виступи українською мовою
- Культурная Одиссея: В поисках смыслов

### Переклади
- Декарт, Рене. Медитації / переклад з латини і французької // «Медитації» Декарта у світлі сучасних тлумачень. — Київ: Дух і літера, 2014. — 314 с.